# リトル・サニー
リトル・サニー（1932年10月6日生 - ）は、アメリカのブルース・ミュージシャン、ハープ奏者。作曲家。アラバマ州グリーンズボロ出身。子供のころの興味は野球だったが、サニー・ボーイ・ウィリアムソンIIのブルースを聴き、ブルース・ハープの魅力に目覚める。スタックス時代にバーケイズがバックをつとめたアルバムは、「ファンク・ブルース」の傑作として知られている。

## ディスコグラフィー
- New King of Blues Harmonica (1970) - Stax Records|Stax
- Black & Blue (1972) - Stax
- Hard Goin' Up (1973) - Stax - United States|US Billboard  Top R&B/Hip-Hop Albums|R&B　record chart|chart　 #42
- Ann Arbor Blues & Jazz Festival, Vol. 2: Blues With a Feeling (1995) - ライブ - Schoolkids
- Sonny Side Up (1995)